# 형질 세포

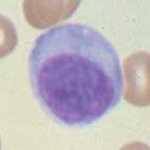
형질 세포

형질 세포(plasma cell)는 항원과 T세포의 자극에 의해 대량의 항체를 분비하도록 분화된 B 세포이다. 전반적으로 계란형의 둥근 모양이며, 핵은 자동차 바퀴 모양을 하고 있으며, 한 쪽으로 치우쳐져 있다. 호염기성의 세포질에는 단백질을 생산하는 역할을 하는 소포체와 골지체의 비중이 매우 높아서, 항체를 효율적으로 분비하도록 되어 있다.

## 같이 보기
- 림프구
- 백혈구
- B세포
- 클론 선택
- 사람 세포 유형 목록